# Forge de Mouterhouse
La forge de Mouterhouse se situe dans la commune française de Mouterhouse et le département de la Moselle. Les installations industrielles s'étendaient en contrebas du grand étang, au confluent du Breidenbach et du Moderbach. 

## Histoire
Le duc Henri II de Lorraine permet à Jean-Valentin Dithmar, fermier du domaine du comte de Bitche, le 16 juin 1611, d'ériger sur le ruisseau de Mouterhouse une batterie de fer comprenant deux affineries, une chaufferie, un marteau de fer, une platinerie et un haut-fourneau, deux halles " pour loger charbon ", l'une à la forge, l'autre au fourneau, des bâtiments " convenables " pour loger fondeurs et forgerons. L'exploitation est réglée pour un loyer de deux mille francs par an, pendant douze ans. En fonction dès l'année suivante, l'usine cesse de travailler à la suite d'un accident en 1613 et est abandonnée en 1627. Un bourgeois de Sainte-Marie-aux-Mines, Martin Herhart, propose en 1629 de rétablir la forge au moyen d'une renardière. Un bail est établi pour six ans, du 1er janvier 1629 au 31 décembre 1634. Malgré cela, la forge de Mouterhouse n'est plus considérée comme une usine importante, la ferme ne porte que sur deux cents francs payables à Noël. Cette tentative est de courte durée cependant, puisqu'en 1631 Herhart ne paie plus son loyer et est en fuite.
En février 1623, Dithmar conclut un autre contrat de treize ans pour l'érection d'une batterie de cuivre à raison d'un loyer de deux mille cinq cents francs payables en deux fois. L'usine comprend une fonderie avec deux fourneaux, des cheminées construites en pierre, une tréfilerie comprenant une fournaise et les " bâtiments suffisants ", ainsi que cinq chambres pour loger les ouvriers. La batterie proprement dite est éloignée d'environ deux coups de mousquet. Bâtie de chaux, de sable et de pierre, elle comprend une grande cheminée et des chambres pour les ouvriers. Elle possède six marteaux lourds, servant à marteler le cuivre, transformé en tôle. La batterie fonctionne de 1623 à 1632, date à laquelle Dithmar rompt le bail avec l'autorisation de la Chambre. L'obligation de lever le minerai dans la seigneurie et les désordres causés par la guerre de Trente Ans sont les principales raisons de l'arrêt des usines.
Les deux usines sont détruites en 1633 puis le 1er mars 1717, Jean-Frédéric de Dithmar, receveur des finances du roi, seigneur de Gentersberg et Schmittviller et Jean-Georges Mader, directeur des forges de Zinswiller, obtiennent la concession à perpétuité de la cense avec les terres, prés et héritages alors en friches et sont chargés de payer deux cents livres de cens et de faire construire à leurs frais une usine à martinets et une taillanderie, sauf dans le cas où la forge soit rétablie. Le 13 août 1723, l'érection de la forge est confirmée par un acensement perpétuel au profit des deux contractants. Un plan des lieux est effectué, décrivant la forge comme une bâtisse à deux étages comprenant trois fenêtres sur sa longueur vis-à-vis d'une écurie. Louis Dithmar, seigneur de Moranville et sa mère achètent la part de Jean-Georges Mader le 26 janvier 1751 contre dix-huit mille sept-cent-cinquante livres et louent les forges dès le 4 juin pour huit mille livres par an.
Malgré les querelles avec les fermiers des domaines de Lorraine, les censitaires sont maintenus dans leurs biens par arrêt du conseil royal des finances du 17 janvier 1758, puis par acquisition des 9 décembre 1760, 22 mai, 17 juin et 5 décembre 1761, Jean-Jacques Baligand, inspecteur des Ponts et Chaussées, devient inspecteur général des bâtiments et usines, Albert-Joseph Despret de Sailly et Pierre-Joseph Brunet deviennent maîtres des forges. Les forges sont abandonnés en 1777 à cause de difficultés financières et de mauvais rendements. Elles sont rachetées le 7 août 1777 par Jacques Bergeron, fournisseur de la marine du roi, puis le 28 juin 1785 par Préaudeau de Chemilly, ancien trésorier général des maréchaussées de France. D'après la description du baron de Dietrich en 1789, il y a deux hauts fourneaux, six feux d'affinerie, trois marteaux de forge, un martinet à trois marteaux, une fonderie et une platinerie, et cent-trente habitations d'ouvriers. 
En 1803, il y a en plus deux bocards, une fabrique de tôle et une aciérie, occupant environ 500 ouvriers. Les bâtiments forts délabrés sont restaurés en 1834 puis l'usine est rachetée en 1843 par la famille de Dietrich, propriétaire de la fonderie de Niederbronn dans le Bas-Rhin, créée en 1769. En 1865, il y a douze fours à puddler, six trains de laminoirs, des marteaux pilons mais les forges sont en déclin après 1870, à cause de l'annexion et la concurrence allemande. En 1900 a lieu la fermeture du dernier fourneau, tandis que les autres activités perdurent. Produisant tour à tour des tôles, de l'acier, des bandages de roues pour wagons de chemin de fer, des rails, des essieux puis, après la Première Guerre mondiale, de l'outillage et des machines agricoles, l'usine est complètement détruite par les soldats américains dans les premiers jours de janvier 1945. 

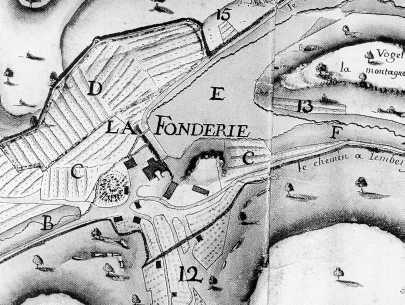
Relevé cadastral présentant la fonderie

Les bâtiments industriels et les maisons d'ouvriers, reconstruits au cours du XVIIIe siècle et du XIXe siècle, étaient installés dans des lieudits aux noms évocateurs : d'ouest en est, Vieille Fonderie, Marteau Neuf ou Gros Marteau, Nouvelle Forge, Petit Marteau, Fourneau Neuf. Un logement d'ouvrier à Nouvelle Forge porte la date 1830. 
Une chapelle à proximité des forges, devenue trop petite, est remplacée en 1763-1764 par une chapelle construite au Gros Marteau, aux frais d'Albert Joseph Despret de Sailly, censitaire des forges, accolée au bâtiment de la direction et détruite en 1869.

## AltschmelzouVieille-Fonderie
La fonderie se situe à proximité du château de Sonis, sur la route de Lemberg. Composée d'un fourneau pour la fonde de la mine et couler les gueuses, d'une place à faire les moules de fourneaux et de poterie et d'un petit magasin, la fonderie est abandonnée dans le courant du XIXe siècle. Il ne subsiste plus aujourd'hui que les vestiges des vannes et les bâtiments de la fonderie ou du marteau à castine.

## KleinhammerouPetit Marteau
À l'opposé de la vallée, en direction de Baerenthal, se situe l'ancien logement des ouvriers de la forge. Situé en contrebas d'une retenue d'eau et en bordure de la forêt, il s'agit d'un grand bâtiment construit au début du XIXe siècle. Il est couvert d'un toit à tuiles plates à demi-croupes et toutes les façades sont largement percées sur trois niveaux. Les bâtiments industriels ont disparu mais sur l'autre rive du cours d'eau, il existe encore plusieurs logements d'ouvriers, sans doute plus anciens mais surtout plus modestes.

## Schindelthal
À l'entrée du vallon de Schindelthal, à un endroit où sans doute autrefois on fendait les bardeaux  - Schindeln -, subsistent les bâtiments d'une ancienne tuilerie construite dans la première moitié du XIXe siècle. Transformé très tôt en habitation, ce bâtiment renfermait autrefois le four et la cheminée. De plan carré, il est couvert d'un toit en pavillon et d'un lanternon séparés par une claire-voie facilitant la ventilation.

## Sources
- Les moulins et scieries du Pays de Bitche, Joël Beck, 1999.
- Le Pays de Bitche 1900-1939, Joël Beck, 2005.